# Svédország a Junior Eurovíziós Dalfesztiválokon
Svédország eddig tizenegy alkalommal vett részt a Junior Eurovíziós Dalfesztiválon.
A svéd műsorsugárzók a Sveriges Television amely 1950 óta, és a TV4 amely 2004-2019 között volt tagja az Európai Műsorsugárzók Uniójának. Az SVT 2003-ban, a TV4 2006-ban csatlakozott a versenyhez.

## Története

### Évről évre
Svédország egyike annak a tizenhat országnak, melyek részt vettek a legelső, 2003-as Junior Eurovíziós Dalfesztiválon. Első versenyzőjük a The Honeypies volt a Stoppa mig című dallal, amellyel utolsó előtti helyen végeztek a tizenhat fős mezőnyben. A következő évben szintén tizenötödikek lettek, de ezúttal tizennyolc ország közül. 2005-ben megismételték két évvel korábbi szereplésüket, ismét tizenötödikként utolsó előtti helyen zárták a versenyt. A 2005-ös verseny után a svéd SVT, a dán DR és a norvég NRK közösen bojkottálta a versenyt, mivel hivatásos énekesek versenyezése engedélyezett volt. A következő évben nem vettek volna részt, de az ország kereskedelmi csatornája, a TV4 közbelépett és delegációt küldött a versenyre. A folyamatos rossz eredmények után 2006-ban Molly Sandén dala 116 pontot összegyűjtve dobogós helyen végzett; harmadik lett. A következő évben sikerült a legjobb tíz helyezett közé jutniuk, nyolcadikak lettek. 2008-ban visszaléptek a versenytől, de a következő versenyen már ismét küldtek versenyzőt. A Kijevben rendezett versenyen második legjobb eredményüket érték el, hatodikak lettek.
2010-ben visszaléptek a versenytől, később mégis szerepeltek az EBU által közzétett hivatalos listán. Ebben az évben mindössze három pont választotta el Svédországot, hogy ismét a legjobb tíz között végezzen. 2011-ben azonban sikerült, kilencedikek lettek. 2012-ben ezt is felülmúlták, hatodikként zárták a versenyt, viszont ezúttal több ponttal, mint 2009-ben. 2013-ban újra kilencedikek lettek, míg 2014-ben tizenharmadikak. 2015-ben az SVT visszalépett, amire a TV4 csatorna nem készült fel, így a gyermek versenyen azóta nem vettek részt.

### Nyelvhasználat
Svédország tizenegy versenydalából tíz svéd nyelvű, egy pedig svéd és angol kevert nyelvű volt.

### Nemzeti döntő
Svédország részvétele során különböző nemzeti döntőkkel választotta ki előadóját és dalát a versenyre. Az SVT hasonlóan, mint a felnőtt versenyen, a Melodifestivalen gyermek változatával döntött résztvevőjükről. A Lilla Melodifestivalen 2002-ben debütált és az első nyertes a dalfesztivál elődjére, a MGP Nordic-on versenyzett az ország színeiben. 2006 és 2007 között a TV4 gondoskodott a svéd induló kiválasztásáról, amelyre a Stage Junior nevű műsort hozták létre. Mindeközben az SVT a Lilla Melodifestivalennel a MGP Nordic versenyre választotta ki a svéd indulókat. 2008-ban Svédország nem szerepel a Junior Eurovízión, viszont 2009-ben a TV4 ismét nevezett indulót. Ez volt az első alkalom, hogy az ország belső kiválasztással választotta ki. indulóját. 2010-től ismét az SVT csatornán keresztül szerepelt Svédország. 2010-ben és 2011-ben szintén belső keretek közt döntöttek a svéd indulókról, míg 2012-től visszatért a Lilla Melodifestivalen. 2015-ös visszalépésük óta egyik műsort sem rendezték meg.

## Résztvevők
| Év   | Előadó          | Dal                      | Magyar fordítás               | Helyezés | Pontszám |
| ---- | --------------- | ------------------------ | ----------------------------- | -------- | -------- |
| 2003 | The Honeypies   | Stoppa mig               | Állíts meg!                   | 15.      | 12       |
| 2004 | Limelights      | Varför jag?              | Miért én?                     | 15.      | 8        |
| 2005 | M+              | Gränslös kärlek          | Határtalan szerelem           | 15.      | 22       |
| 2006 | Molly Sandén    | Det finaste någon kan få | A legjobb, amit valaki kaphat | 3.       | 116      |
| 2007 | Frida Sandén    | Nu eller aldrig          | Most vagy soha                | 8.       | 83       |
|      |                 |                          |                               |          |          |
| 2009 | Mimmi Sandén    | Du                       | Te                            | 6.       | 68       |
| 2010 | Josefine Ridell | Allt jag vill ha         | Minden, amit akarok           | 11.      | 48       |
| 2011 | Erik Rapp       | Faller                   | Zuhanás                       | 9.       | 57       |
| 2012 | Lova Sönnerbo   | Mitt mod                 | Bátorságom                    | 6.       | 70       |
| 2013 | Eliias          | Det är dit vi ska        | Ott megyünk                   | 9.       | 46       |
| 2014 | Julia Kedhammar | Du är inte ensam         | Nem vagy egyedül              | 13.      | 28       |
|      |                 |                          |                               |          |          |

## Rendezések
Az Eurovíziós Dalfesztivállal ellenben itt nem az előző évi győztes rendez, hanem pályázni kell a rendezés jogára.
Svédország még egyetlen alkalommal sem rendezte a dalversenyt. 2008-ban pályázott a rendezés jogára, de végül Limassol nyerte el a címet.

## Háttér
| Év    | Rendező     | Kommentátor                                      | Pontbejelentő                                    |
| ----- | ----------- | ------------------------------------------------ | ------------------------------------------------ |
| 2003  | Koppenhága  | Victoria Dyring                                  | Siri Lindgren                                    |
| 2004  | Lillehammer | Pekka Heino                                      | Vännerna Queenie                                 |
| 2005  | Hasselt     | Josefine Sundström                               | Halahen Zajden                                   |
| 2006  | Bukarest    | Adam Alsing                                      | Amy Diamond                                      |
| 2007  | Rotterdam   | Adam Alsing                                      | Molly Sandén                                     |
| 2008  | Limassol    | Nem vettek részt és nem közvetítették a versenyt | Nem vettek részt és nem közvetítették a versenyt |
| 2009  | Kijev       | Johanna Karlsson                                 | Elise Mattison                                   |
| 2010  | Minszk      | Edward af Sillén és Malin Olsson                 | Robin Ridell                                     |
| 2011  | Jereván     | Edward af Sillén és Ylva Hällen                  | Ina-Jane von Herff                               |
| 2012  | Amszterdam  | Edward af Sillén és Ylva Hällen                  | Leya Gullström                                   |
| 2013  | Kijev       | Edward af Sillén és Ylva Hällen                  | Lova Sönnerbo                                    |
| 2014  | Marsa       | Edward af Sillén és Ylva Hällen                  | Eliias                                           |
| 2015– | 2015–       | Nem vettek részt és nem közvetítették a versenyt | Nem vettek részt és nem közvetítették a versenyt |

## Galéria

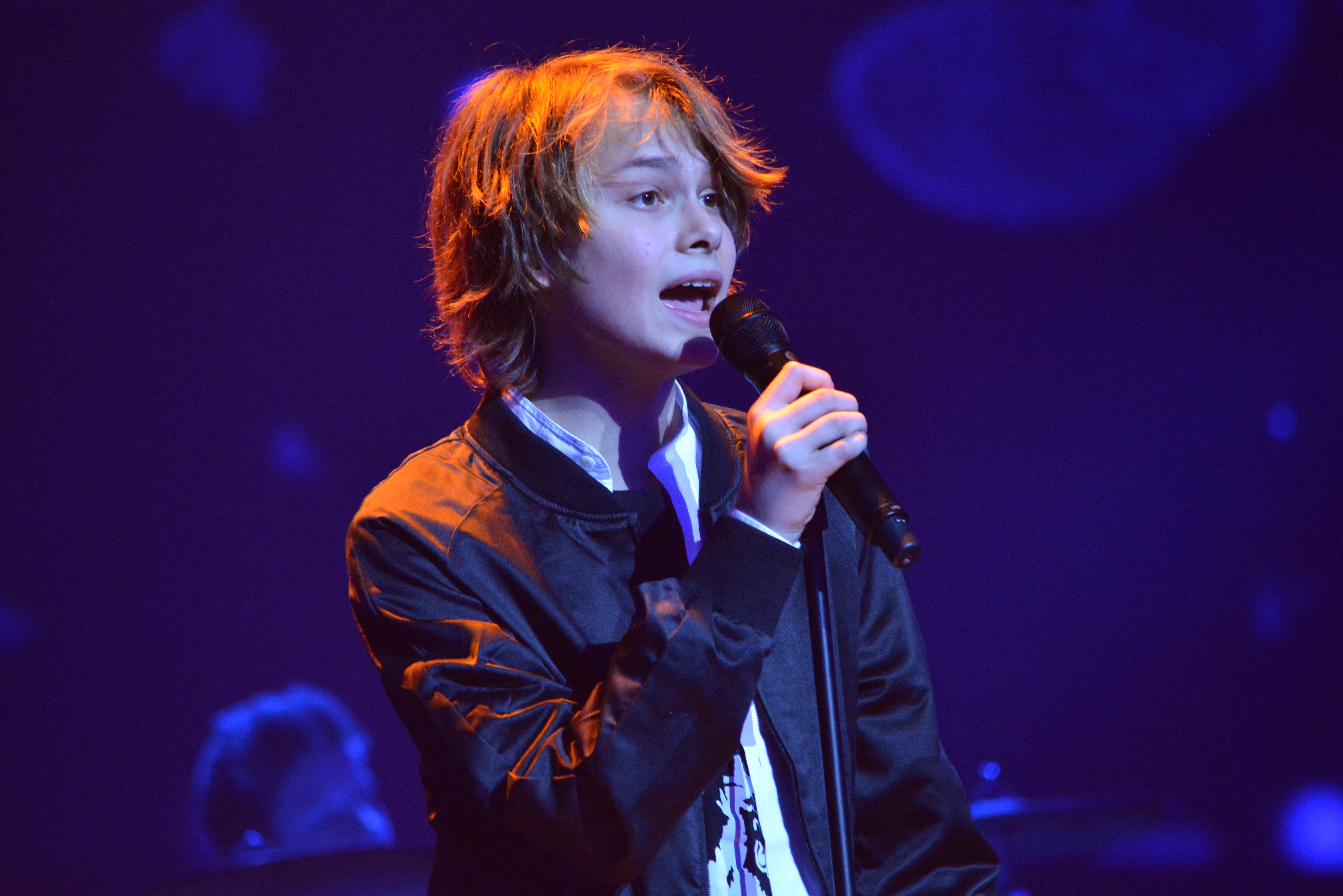
Eliias Kijevben (2013)

## Lásd még
- Svédország az Eurovíziós Dalfesztiválokon